# Night Changes
 (août 2015).
Si vous disposez d'ouvrages ou d'articles de référence ou si vous connaissez des sites web de qualité traitant du thème abordé ici, merci de compléter l'article en donnant les références utiles à sa vérifiabilité et en les liant à la section « Notes et références ».
Singles de One Direction
Steal My Girl
(2014) Drag Me Down
(2015)
Night Changes est un single du groupe anglo-irlandais One Direction, sorti le 14 novembre 2014 sur l'album FOUR.